# Pierce the Veil
Pierce the Veil je americká hudební skupina, založená v roce 2007 v San Diegu v Kalifornii. Skupinu založili bratři Vic (zpěv, kytara) a Mike Fuentes (bicí) a později se k nim přidali ještě Tony Perry (kytara) a Jaime Preciado (baskytara). Své první studiové album nazvané A Flair for the Dramatic skupina vydala v červnu 2007 u vydavatelství Equal Vision Records a do roku 2012 vydala další dvě alba. Další album skupina plánovala vydat v roce 2014. Vyšlo však až o dva roky později.

## Diskografie
- A Flair for the Dramatic (2007)
- Selfish Machines (2010)
- Collide with the Sky (2012)
- Misadventures (2016)
- The Jaws of Life (2023)